# Teste de Rinne
Teste de Rinne ou prova de Rinne é um exame clínico realizado para avaliar a audição. O teste foi nomeado em homenagem a Heinrich Adolf Rinne (1819 - 1868), um otologista alemão. O teste tem como objetivo perceber e comparar a condução aérea e óssea através do processo mastoide, usando a percepção do paciente em relação a intensidade sonora conduzida pelo osso e pelo ar. Este teste fornece informações cruciais para determinar se a perda é condutiva ou sensorioneural. 
Um teste de Rinne deve sempre ser acompanhado por um teste de Weber para confirmar a natureza da perda auditiva.

## Realização
O teste de Rinne é realizado ao se colocar um diapasão vibrante (512 ou 256Hz) no processo mastoide até que o som não seja mais ouvido pelo paciente. Após a vibração do diapasão, apresenta-se alternadamente o som por via óssea e aérea, colocando-se o cabo na mastoide e depois próximo ao tragus. Pergunta-se ao paciente onde ele percebe o som mais forte. Em seguida, após o paciente confirmar que não escutou mais o som, o diapasão é colocado imediatamente ao lado do ouvido a ser testado. Num exame normal, o som é audível quando o diapasão é colocado ao lado do ouvido.

## Resultados
Os resultados dividem-se em 2 componentes: Rinne positivo e Rinne negativo que define se a pessoa que está sendo testada têm audição dentro dos padrões  de normalidade ou alguma perda auditiva.
- Em uma orelha normal, a condução aérea (CA) é melhor que a condução óssea (CO)

CA > CO, é conhecido como um teste de Rinne positivo
- Na perda auditiva condutiva, a condução óssea é melhor que a aérea

CO > CA, é um teste de Rinne negativo
- Na perda auditiva neurossensorial, a condução óssea e a condução aérea são igualmente diminuídas, mantendo uma relativa diferença de

CA > CO, sendo um teste de Rinne positivo
- Em pacientes com perda auditiva neurossensorial, pode haver um teste de Rinne falso negativo

CO > CA, um Rinne negativo